# Tinnumburg
Die Tinnumburg (auf Sölring: Borig) ist eine abgegangene Ringwallanlage nahe dem Ortsteil Tinnum der Gemeinde Sylt in Schleswig-Holstein.
Während die Archsum-Burg zerstört wurde und die Rantum-Burg unter Dünen begraben liegt, ist sie die am besten erhaltene der drei Sylter Burgen. Im Nordwesten wird sie von einem in das Wattenmeer fließenden Prielstrom, im Südosten von der flachen Marsch begrenzt. Eventuell waren der Prielstrom und der Döplem, ein neben der Burg gelegener See, in der Wikingerzeit schiffbar, so dass die Burg einen Zugang zum Meer hatte. Im Osten war die Burg durch eine Landbrücke mit der Geest verbunden.
Die Burg wurde etwa um das Jahr 1 n. Chr. erbaut. Der Ringwall hat einen Durchmesser von 120 Metern. Der Wall ist bis zu sieben Meter hoch und hat einen Umfang von rund 440 Metern. Die Basis der Burg liegt etwa zwei Meter über NN. Vor der Marscheindeichung 1938 ragte die Burg bei Sturmfluten inselartig aus dem Wasser. Die Burg hatte mindestens zwei Tore (im Osten und Süden). Vielleicht hatte sie ein drittes Tor im Westen, das auf ein kleines, am Döplem gelegenes Plateau führte.
Grabungen in den Jahren 1870, 1948 und 1976 erbrachten den Beweis, dass die Tinnumburg zu den in der frühen römischen Kaiserzeit errichteten Rundwällen auf den nordfriesischen Inseln gehörte. Die Grabungsergebnisse ergaben, dass es sich hierbei um eine germanische Kultstätte handelte. Sie wurde, nachdem sie eine Zeit lang brach lag und vermoorte, erneut im 8. bis 10. Jahrhundert benutzt. Die Innenbebauung bestand aus Sodenwandhäusern. Aus dieser Zeit stammt auch der heute sichtbare Wall, der über dem Wall aus der Zeit um Christi Geburt errichtet wurde.
Jüngere Ausgrabungen wiesen etwa 1 km von der Tinnumburg entfernt eine frühmittelalterliche Siedlung nach, die wohl als saisonaler Handelsplatz diente und mit der Burg in Verbindung gestanden haben dürfte. Unter den Funden waren norwegische Wetzsteine, Webgewichte, eine Fibel im Borrestil, Bergkristall- und Bleiglasfibeln, große Mengen Bernstein, Fragmente von Glasbechern sowie Funde, die auf eine regionale Glasperlenproduktion hindeuten.
Die gleich alte Lembecksburg auf Föhr brachte Vergleichsfunde zur Tinnumburg.